# Landtagswahl in Baden-Württemberg 1996
- SPD: 39
- Grüne: 19
- FDP/DVP: 14
- CDU: 69
- REP: 14

Die Landtagswahl in Baden-Württemberg 1996 fand am 24. März statt. Dabei wurde der Landtag erstmals für eine Dauer von fünf Jahren gewählt. Aufgrund leichter Stimmengewinne bei der CDU und starker Zugewinne der FDP/DVP wurde in der Folge eine schwarz-gelbe Koalition gebildet. Die SPD erlitt starke Verluste. Die Republikaner zogen unerwartet wieder in den Landtag ein.

## Ausgangssituation
Nach der Landtagswahl 1992 besaß weder eine schwarz-gelbe noch eine rot-grüne Koalition eine Mehrheit. Die CDU war trotz hoher Verluste stärkste Partei geblieben. Die Republikaner schafften erstmals den Einzug in den Landtag und wurden auf Anhieb drittstärkste Kraft. Nach der Wahl wurde eine Große Koalition aus CDU und SPD unter Führung von CDU-Ministerpräsident Erwin Teufel gebildet.

## Wahlkampf
Die FDP/DVP bot sich während des Wahlkampfes deutlich der CDU als „besserer“ Koalitionspartner als die SPD an. Wie 1992 war Ministerpräsident Erwin Teufel der Spitzenkandidat der CDU und der stellvertretende Ministerpräsident und Wirtschaftsminister Dieter Spöri Spitzenkandidat der SPD. Ein Teil des SPD-Wahlkampfs wurde vom Bundesvorsitzenden und saarländischen Ministerpräsidenten Oskar Lafontaine übernommen. Auf seine Initiative hin forderte die SPD massive Zuzugsbeschränkungen für Aussiedler, was auch die Republikaner als Thema übernahmen. Die SPD hatte bereits vor der Europawahl 1994 mit eher rechten Themen zu punkten gesucht und jeweils verloren.
78 Prozent der Wähler nannten die Arbeitslosigkeit als eines der beiden größten Probleme im Land, Alter/Versorgung und Umweltschutz wurden von 18 Prozent genannt, Ausländerprobleme von 14 Prozent und Schule/Bildung von 2 Prozent. 55 Prozent waren mit der wirtschaftlichen Lage im Land zufrieden, 72 Prozent hielten die wirtschaftliche Lage in Baden-Württemberg für die beste Westdeutschlands.

## Wahlergebnis

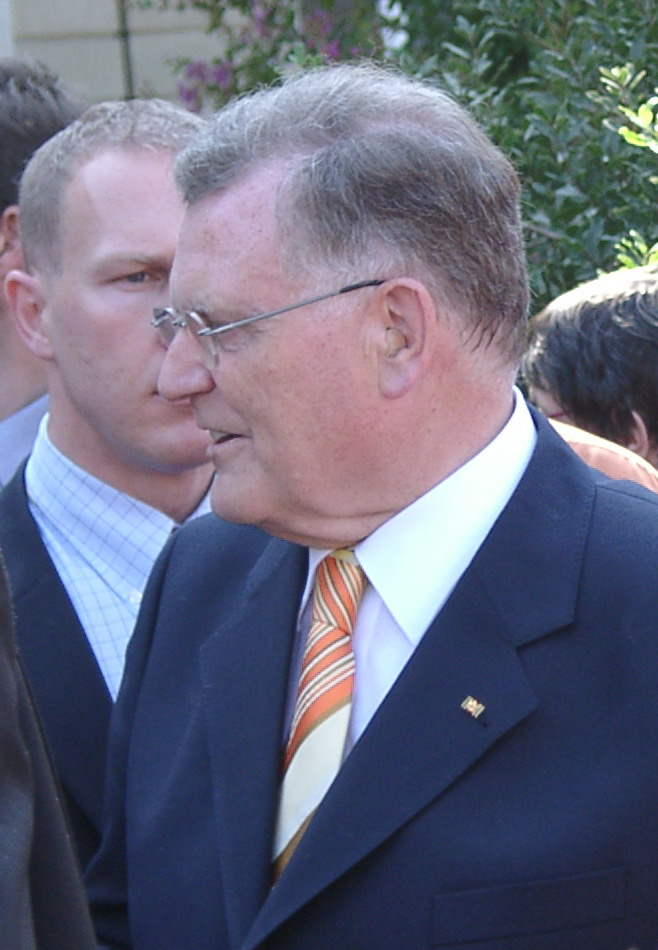
Ministerpräsident vor und nach der Wahl: Erwin Teufel (CDU)

Die Wahl hatte folgendes Ergebnis:
| Wahlberechtigte   | 7.189.906          |
| Wähler            | 4.859.305          |
| Wahlbeteiligung   | 67,6 %             |
| Gültige Stimmen   | 4.784.129 (98,5 %) |
| Ungültige Stimmen | 75.176 (1,5 %)     |

| Partei           | Stimmen absolut | Stimmen in % | Kreis- wahl- vor- schläge | Erst- mandate | Zweit- mandate | Sitze gesamt | Sitze 1992 | Diffe- renz |
| ---------------- | --------------- | ------------ | ------------------------- | ------------- | -------------- | ------------ | ---------- | ----------- |
| CDU              | 1.974.619       | 41,3         | 70                        | 69            |                | 69           | 64         | +5          |
| SPD              | 1.199.123       | 25,1         | 70                        | 1             | 38             | 39           | 46         | −7          |
| GRÜNE            | 580.801         | 12,1         | 70                        |               | 19             | 19           | 13         | +6          |
| FDP/DVP          | 458.478         | 9,6          | 70                        |               | 14             | 14           | 8          | +6          |
| REP              | 437.228         | 9,1          | 70                        |               | 14             | 14           | 15         | −1          |
| ÖDP              | 69.775          | 1,5          | 70                        |               |                |              |            |             |
| PBC              | 23.250          | 0,5          | 42                        |               |                |              |            |             |
| GRAUE            | 12.171          | 0,3          | 19                        |               |                |              |            |             |
| Tierschutzpartei | 10.512          | 0,2          | 12                        |               |                |              |            |             |
| NATURGESETZ      | 6.184           | 0,1          | 16                        |               |                |              |            |             |
| NICHTWÄHLER      | 1.863           | 0,0          | 2                         |               |                |              |            |             |
| DKP              | 1.794           | 0,0          | 7                         |               |                |              |            |             |
| CM               | 1.146           | 0,0          | 3                         |               |                |              |            |             |
| APD              | 571             | 0,0          | 1                         |               |                |              |            |             |
| BüSo             | 551             | 0,0          | 4                         |               |                |              |            |             |
| DPD              | 440             | 0,0          | 3                         |               |                |              |            |             |
| BGD              | 416             | 0,0          | 1                         |               |                |              |            |             |
| CPD              | 310             | 0,0          | 1                         |               |                |              |            |             |
| Einzelbewerber   | 4.897           | 0,1          | 8                         |               |                |              |            |             |

|                                 | Regierungsbezirk Stuttgart                                                                                                   | Regierungsbezirk Stuttgart                                                                                                   | Regierungsbezirk Stuttgart                                                                                                   | Regierungsbezirk Stuttgart                                                                                                   | Regierungsbezirk Stuttgart                                                                                                   | Regierungsbezirk Karlsruhe                      | Regierungsbezirk Karlsruhe                      | Regierungsbezirk Karlsruhe                      | Regierungsbezirk Karlsruhe                      | Regierungsbezirk Karlsruhe                      | Regierungsbezirk Freiburg                                                                        | Regierungsbezirk Freiburg                                                                        | Regierungsbezirk Freiburg                                                                        | Regierungsbezirk Freiburg                                                                        | Regierungsbezirk Freiburg                                                                        | Regierungsbezirk Tübingen                        | Regierungsbezirk Tübingen                        | Regierungsbezirk Tübingen                        | Regierungsbezirk Tübingen                        | Regierungsbezirk Tübingen                        |
| Anzahl/ Stimmen                 | % | Kreis- wahl- vor- schläge | Direkt- man- date | Sitze | Anzahl/ Stimmen | %                                               | Kreis- wahl- vor- schläge                       | Direkt- man- date                               | Sitze                                           | Anzahl/ Stimmen                                 | %                                                                                                | Kreis- wahl- vor- schläge                                                                        | Direkt- man- date                                                                                | Sitze                                                                                            | Anzahl/ Stimmen                                                                                  | %                                                | Kreis- wahl- vor- schläge                        | Direkt- man- date                                | Sitze                                            |                                                  |
| ------------------------------- | --- | --- | --- | --- | --- | ----------------------------------------------- | ----------------------------------------------- | ----------------------------------------------- | ----------------------------------------------- | ----------------------------------------------- | ------------------------------------------------------------------------------------------------ | ------------------------------------------------------------------------------------------------ | ------------------------------------------------------------------------------------------------ | ------------------------------------------------------------------------------------------------ | ------------------------------------------------------------------------------------------------ | ------------------------------------------------ | ------------------------------------------------ | ------------------------------------------------ | ------------------------------------------------ | ------------------------------------------------ |
| Wahlberechtigte                 | 2.633.008 | | | | | 1.864.340                                       |                                                 |                                                 |                                                 |                                                 | 1.490.483                                                                                        |                                                                                                  |                                                                                                  |                                                                                                  |                                                                                                  | 1.202.075                                        |                                                  |                                                  |                                                  |                                                  |
| Wähler                          | 1.841.741 | 69,9 | | | | 1.238.303                                       | 66,4                                            |                                                 |                                                 |                                                 | 966.010                                                                                          | 64,8                                                                                             |                                                                                                  |                                                                                                  |                                                                                                  | 813.251                                          | 67,7                                             |                                                  |                                                  |                                                  |
| Gültige Stimmen                 | 1.816.856 | 98,6 | | | | 1.216.784                                       | 98,3                                            |                                                 |                                                 |                                                 | 949.520                                                                                          | 98,3                                                                                             |                                                                                                  |                                                                                                  |                                                                                                  | 800.969                                          | 98,5                                             |                                                  |                                                  |                                                  |
|                                 | | | | | |                                                 |                                                 |                                                 |                                                 |                                                 |                                                                                                  |                                                                                                  |                                                                                                  |                                                                                                  |                                                                                                  |                                                  |                                                  |                                                  |                                                  |                                                  |
| CDU                             | 688.812 | 37,9 | 26 | 26 | 26 | 509.238                                         | 41,9                                            | 19                                              | 18                                              | 18                                              | 414.980                                                                                          | 43,7                                                                                             | 14                                                                                               | 14                                                                                               | 14                                                                                               | 361.589                                          | 45,1                                             | 11                                               | 11                                               | 11                                               |
| SPD                             | 469.666 | 25,9 | 26 | | 17 | 328.566                                         | 27,0                                            | 19                                              | 1                                               | 11                                              | 236.919                                                                                          | 25,0                                                                                             | 14                                                                                               |                                                                                                  | 7                                                                                                | 163.972                                          | 20,5                                             | 11                                               |                                                  | 4                                                |
| Grüne                           | 216.461 | 11,9 | 26 | | 8 | 140.974                                         | 11,6                                            | 19                                              |                                                 | 4                                               | 123.594                                                                                          | 13,0                                                                                             | 14                                                                                               |                                                                                                  | 4                                                                                                | 99.772                                           | 12,5                                             | 11                                               |                                                  | 3                                                |
| FDP/DVP                         | 199.027 | 11,0 | 26 | | 7 | 103.960                                         | 8,5                                             | 19                                              |                                                 | 3                                               | 81.451                                                                                           | 8,6                                                                                              | 14                                                                                               |                                                                                                  | 2                                                                                                | 74.040                                           | 9,2                                              | 11                                               |                                                  | 2                                                |
| REP                             | 195.208 | 10,7 | 26 | | 7 | 109.134                                         | 9,0                                             | 19                                              |                                                 | 3                                               | 61.475                                                                                           | 6,5                                                                                              | 14                                                                                               |                                                                                                  | 2                                                                                                | 71.411                                           | 8,9                                              | 11                                               |                                                  | 2                                                |
| ÖDP                             | 21.805 | 1,2 | 26 | | | 13.821                                          | 1,1                                             | 19                                              |                                                 |                                                 | 14.242                                                                                           | 1,5                                                                                              | 14                                                                                               |                                                                                                  |                                                                                                  | 19.907                                           | 2,5                                              | 11                                               |                                                  |                                                  |
| PBC                             | 9.081 | 0,5 | 17 | | | 5.104                                           | 0,4                                             | 7                                               |                                                 |                                                 | 6.303                                                                                            | 0,7                                                                                              | 12                                                                                               |                                                                                                  |                                                                                                  | 2.762                                            | 0,3                                              | 6                                                |                                                  |                                                  |
| Graue                           | 6.173 | 0,3 | 10 | | | 1.812                                           | 0,1                                             | 3                                               |                                                 |                                                 | 739                                                                                              | 0,1                                                                                              | 1                                                                                                |                                                                                                  |                                                                                                  | 3.447                                            | 0,4                                              | 5                                                |                                                  |                                                  |
| Tierschutzpartei                | 3.942 | 0,2 | 5 | | |                                                 |                                                 | —                                               |                                                 |                                                 | 5.411                                                                                            | 0,6                                                                                              | 6                                                                                                |                                                                                                  |                                                                                                  | 1.159                                            | 0,1                                              | 1                                                |                                                  |                                                  |
| Naturgesetz                     | 3.131 | 0,2 | 9 | | | 298                                             | 0,0                                             | 1                                               |                                                 |                                                 | 497                                                                                              | 0,1                                                                                              | 1                                                                                                |                                                                                                  |                                                                                                  | 2.258                                            | 0,3                                              | 5                                                |                                                  |                                                  |
| Nichtwähler                     | | | — | | |                                                 |                                                 | —                                               |                                                 |                                                 | 1.863                                                                                            | 0,2                                                                                              | 2                                                                                                |                                                                                                  |                                                                                                  |                                                  |                                                  | —                                                |                                                  |                                                  |
| DKP                             | 831 | 0,0 | 4 | | | 963                                             | 0,1                                             | 3                                               |                                                 |                                                 |                                                                                                  |                                                                                                  | —                                                                                                |                                                                                                  |                                                                                                  |                                                  |                                                  | —                                                |                                                  |                                                  |
| CM                              | 663 | 0,0 | 2 | | |                                                 |                                                 | —                                               |                                                 |                                                 | 483                                                                                              | 0,1                                                                                              | 1                                                                                                |                                                                                                  |                                                                                                  |                                                  |                                                  | —                                                |                                                  |                                                  |
| APD                             | 571 | 0,0 | 1 | | |                                                 |                                                 | —                                               |                                                 |                                                 |                                                                                                  |                                                                                                  | —                                                                                                |                                                                                                  |                                                                                                  |                                                  |                                                  | —                                                |                                                  |                                                  |
| BüSo                            | 551 | 0,0 | 4 | | |                                                 |                                                 | —                                               |                                                 |                                                 |                                                                                                  |                                                                                                  | —                                                                                                |                                                                                                  |                                                                                                  |                                                  |                                                  | —                                                |                                                  |                                                  |
| DPD                             | 237 | 0,0 | 2 | | |                                                 |                                                 | —                                               |                                                 |                                                 | 203                                                                                              | 0,0                                                                                              | 1                                                                                                |                                                                                                  |                                                                                                  |                                                  |                                                  | —                                                |                                                  |                                                  |
| BGD                             | | | — | | |                                                 |                                                 | —                                               |                                                 |                                                 | 416                                                                                              | 0,0                                                                                              | 1                                                                                                |                                                                                                  |                                                                                                  |                                                  |                                                  | —                                                |                                                  |                                                  |
| CPD                             | | | — | | | 310                                             | 0,0                                             | 1                                               |                                                 |                                                 |                                                                                                  |                                                                                                  | —                                                                                                |                                                                                                  |                                                                                                  |                                                  |                                                  | —                                                |                                                  |                                                  |
| Einzelbewerber                  | 697 | 0,0 | 3 | | | 2.604                                           | 0,2                                             | 3                                               |                                                 |                                                 | 944                                                                                              | 0,1                                                                                              | 1                                                                                                |                                                                                                  |                                                                                                  | 652                                              | 0,1                                              | 1                                                |                                                  |                                                  |
| Überhang- und Ausgleichsmandate | CDU: 8 Überhangmandate SPD: 5 Ausgleichsmandate Grüne: 2 Ausgleichsmandate FDP: 2 Ausgleichsmandate REP: 2 Ausgleichsmandate | CDU: 8 Überhangmandate SPD: 5 Ausgleichsmandate Grüne: 2 Ausgleichsmandate FDP: 2 Ausgleichsmandate REP: 2 Ausgleichsmandate | CDU: 8 Überhangmandate SPD: 5 Ausgleichsmandate Grüne: 2 Ausgleichsmandate FDP: 2 Ausgleichsmandate REP: 2 Ausgleichsmandate | CDU: 8 Überhangmandate SPD: 5 Ausgleichsmandate Grüne: 2 Ausgleichsmandate FDP: 2 Ausgleichsmandate REP: 2 Ausgleichsmandate | CDU: 8 Überhangmandate SPD: 5 Ausgleichsmandate Grüne: 2 Ausgleichsmandate FDP: 2 Ausgleichsmandate REP: 2 Ausgleichsmandate | CDU: 5 Überhangmandate SPD: 2 Ausgleichsmandate | CDU: 5 Überhangmandate SPD: 2 Ausgleichsmandate | CDU: 5 Überhangmandate SPD: 2 Ausgleichsmandate | CDU: 5 Überhangmandate SPD: 2 Ausgleichsmandate | CDU: 5 Überhangmandate SPD: 2 Ausgleichsmandate | CDU: 3 Überhangmandate SPD: 1 Ausgleichsmandat Grüne: 1 Ausgleichsmandat REP: 1 Ausgleichsmandat | CDU: 3 Überhangmandate SPD: 1 Ausgleichsmandat Grüne: 1 Ausgleichsmandat REP: 1 Ausgleichsmandat | CDU: 3 Überhangmandate SPD: 1 Ausgleichsmandat Grüne: 1 Ausgleichsmandat REP: 1 Ausgleichsmandat | CDU: 3 Überhangmandate SPD: 1 Ausgleichsmandat Grüne: 1 Ausgleichsmandat REP: 1 Ausgleichsmandat | CDU: 3 Überhangmandate SPD: 1 Ausgleichsmandat Grüne: 1 Ausgleichsmandat REP: 1 Ausgleichsmandat | CDU: 2 Überhangmandate Grüne: 1 Ausgleichsmandat | CDU: 2 Überhangmandate Grüne: 1 Ausgleichsmandat | CDU: 2 Überhangmandate Grüne: 1 Ausgleichsmandat | CDU: 2 Überhangmandate Grüne: 1 Ausgleichsmandat | CDU: 2 Überhangmandate Grüne: 1 Ausgleichsmandat |

## Wahlanalyse
Die CDU blieb mit großem Abstand stärkste Partei, konnte erstmals seit 1976 ihr Ergebnis wieder verbessern und kam mit einem Plus von 1,7 Prozentpunkten wieder über 40 Prozent. Die SPD setzte ihren seit 1972 währenden Abwärtstrend fort und musste mit einem Minus von 4,3 % starke Verluste hinnehmen und erzielte ihr bis dahin schlechtestes Resultat im Südwesten.
Die Grünen gewannen mit 2,6 Prozentpunkten deutlich und erreichten zum ersten Mal in einem Flächenland ein zweistelliges Ergebnis. Erst 2009 in Hessen übertrafen sie dieses Resultat; zuvor sowie bis 2008 hatten sie lediglich in den Stadtstaaten bessere Ergebnisse erzielt. Am meisten gewann die FDP/DVP, sie erreichte gegenüber 1992 ein Plus von 3,7 Prozentpunkten. Die Republikaner, die 1992 als drittstärkste Partei in den Landtag eingezogen waren, verloren zwar 1,8 Prozentpunkte und wurden somit nur noch fünftstärkste Partei, schafften jedoch deutlich den Wiedereinzug in den Landtag und besaßen mit 14 Sitzen gleich viele Mandate wie die FDP/DVP. Der Landtag Baden-Württemberg war das einzige Landesparlament, in dem die Republikaner vertreten waren; daher war die Wahl sowohl für die Partei als auch für den Bundesparteivorsitzenden und baden-württembergischen Fraktionsvorsitzenden Rolf Schlierer von großer Bedeutung.
Die CDU konnte gegenüber 1992 ihre Hochburgen wieder ausbauen, während die SPD-Hochburgen unverändert blieben. Die SPD schnitt in dicht besiedelten Gebieten am besten ab. Die FDP/DVP war in der Region Stuttgart und in Schwäbisch Hall am stärksten und erzielte in evangelischen Gebieten weit höhere Ergebnisse als in katholischen. Die grünen Hochburgen blieben traditionell die Hochschulstädte, in denen CDU und REP besonders niedrige Ergebnisse einfuhren, während umgekehrt in den CDU-Hochburgen die Grünen besonders schlecht abschnitten. Die Republikaner hatten ihre Hochburgen wie 1992 im Nordschwarzwald und im Raum Heilbronn und erzielten in protestantischen Gebieten weit höhere Ergebnisse als in katholischen, insbesondere in Regionen mit einem hohen Ausländeranteil. Bis heute ist sie die letzte überregionale Wahl, bei der sie den Einzug ins Parlament schafften. Bei allen nachfolgenden Wahlen – einschließlich Baden-Württemberg – scheiterten sie an der Fünfprozenthürde. Zudem ist dies außerhalb Bayerns die bislang letzte Landtagswahl, bei der die ÖDP, die auf 1,5 % kam, die für die Parteienfinanzierung relevante Einprozenthürde übersprang.

## Regierungsbildung
Durch die Zugewinne bei beiden Parteien erhielt eine schwarz-gelbe Koalition 30 Jahre nach der letzten Regierung in dieser Form eine deutliche Mehrheit. In der Folge bildeten CDU und FDP/DVP das Kabinett Teufel III.